# 24939 Chiminello
24939 Chiminello este un asteroid din centura principală de asteroizi.

## Descriere
24939 Chiminello este un asteroid din centura principală de asteroizi. A fost descoperit pe 1 mai 1997 la Observatorul San Vittore din Bologna. Asteroidul prezintă o orbită caracterizată de o semiaxă mare de 2,42 ua, o excentricitate de 0,26 și o înclinație de 13,7° în raport cu ecliptica.